# Ranchi
Ranchi är huvudstad i den indiska delstaten Jharkhand och är centralort i ett distrikt med samma namn. Folkmängden uppgick till lite mer än 1 miljon invånare vid folkräkningen 2011. Storstadsområdet beräknades ha cirka 1,37 miljoner invånare 2018.
Staden är belägen på Chota Nagpurplatån vid floden Subarnarekha och är centrum för en bördig jordbruksregion där det i första hand odlas ris, te och bomull.